# Morgi (Bazów)
Morgi – część wsi Bazów w Polsce, położona w województwie świętokrzyskim, w powiecie sandomierskim, w gminie Łoniów. Należy do sołectwa Bazów.
W latach 1975–1998 Morgi administracyjnie należały do województwa tarnobrzeskiego.